# Förbundsarken

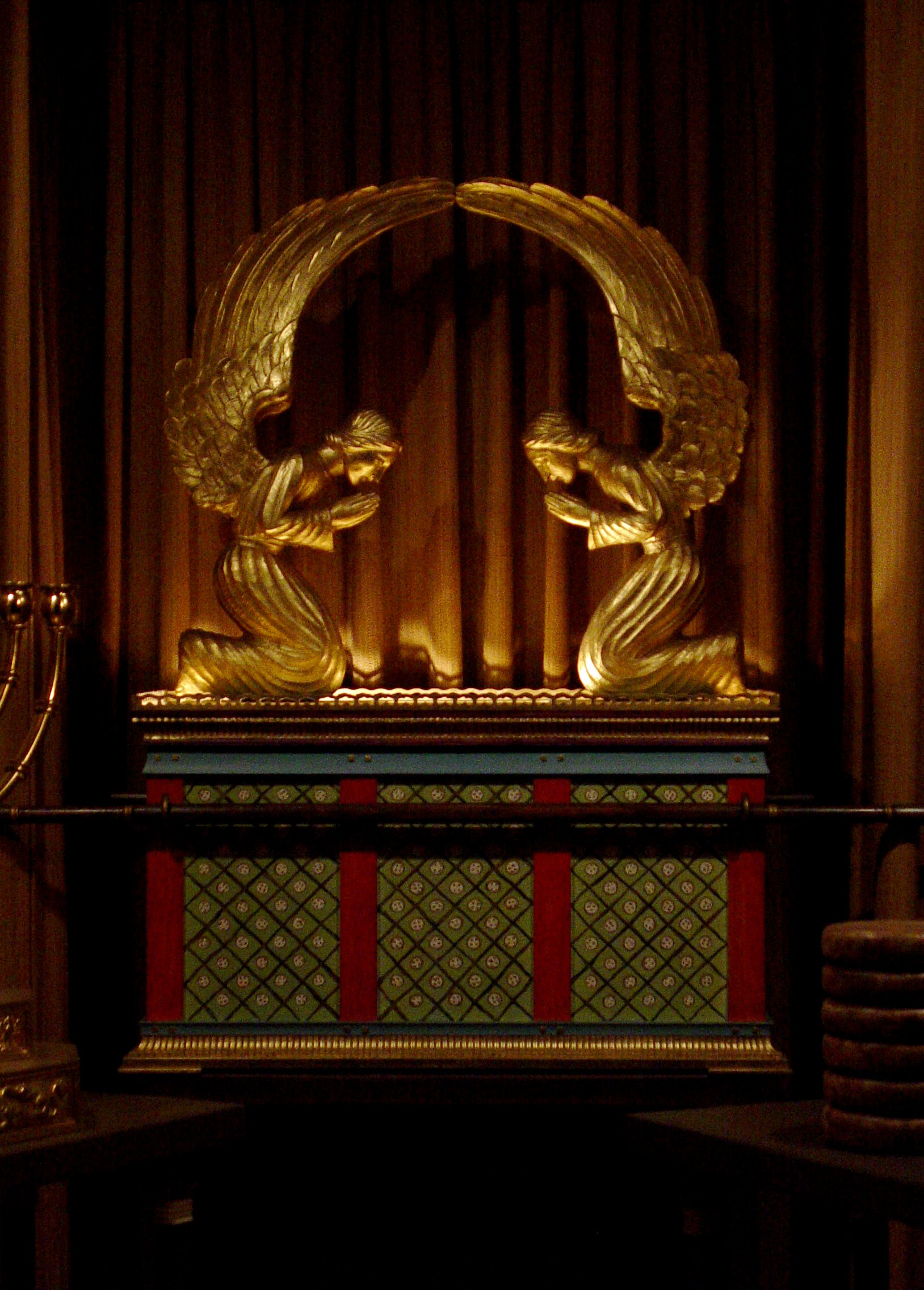
Kopia av förbundsarken

Förbundsarken, vittnesbördets ark (heb. 'Aron ha-berith), är i de bibliska berättelserna (2 Mos. 25:21, 40:20) en guldbeslagen träkista där de båda lagtavlorna som Mose fått av Gud på berget Sinai förvarades.
Kistans lock ansågs samtidigt vara Guds tron och ska ha varit smyckad med två gyllene keruber. Arken skulle vara det synbara vittnesbördet om Guds närvaro. Sedan den en tid ska ha förvarats i Shilo, fördes den av David till Jerusalem. I Salomos tempel fick den sin plats i det allra heligaste, där den stod till Jerusalems förstörelse år 586 f.Kr.
Under medeltiden florerade legender om att förbundsarken innan förstörelsen av Salomos tempel fördes från Jerusalem. Vissa anger det kristna Etiopien som den plats dit den fördes. Den aksumitiske härskaren Menelik I, enligt legenden son till Salomo och drottningen av Saba, är den som skall ha tagit arken till sitt land. Enligt Uppenbarelseboken 11:19 i Bibeln finns den i himlen, där den förvaras i Guds tempel.

## Källhänvisningar
1. ↑  "allraheligaste". NE.se. Läst 21 augusti 2014.